# Erythroxylum australe
Espèce
Erythroxylum australe est une espèce de la famille des Erythroxylaceae. Elle est connue sous divers noms tels que Brigalow erythroxylon shrub et dogwood (cornouiller).
Son aire de répartition s'étend du Queensland au Nord Est de la Nouvelle-Galles du Sud. Il pousse principalement dans le biome tropical à saison sèche.

## Description
Erythroxylum australe est un arbuste ou un petit arbre endémique. 
La plante pousse dans une grande variété d'habitats dans les régions subcôtières et côtières, allant de la forêt tropicale sèche et des fourrés de vigne à la savane boisée ouverte.

## Utilisation
Les feuilles contiennent 0,8 % de météloidine, un alcaloïde similaire à la cocaïne. Toutes les espèces d'Erythroxylaceae sont interdites en Nouvelle-Galles du Sud.

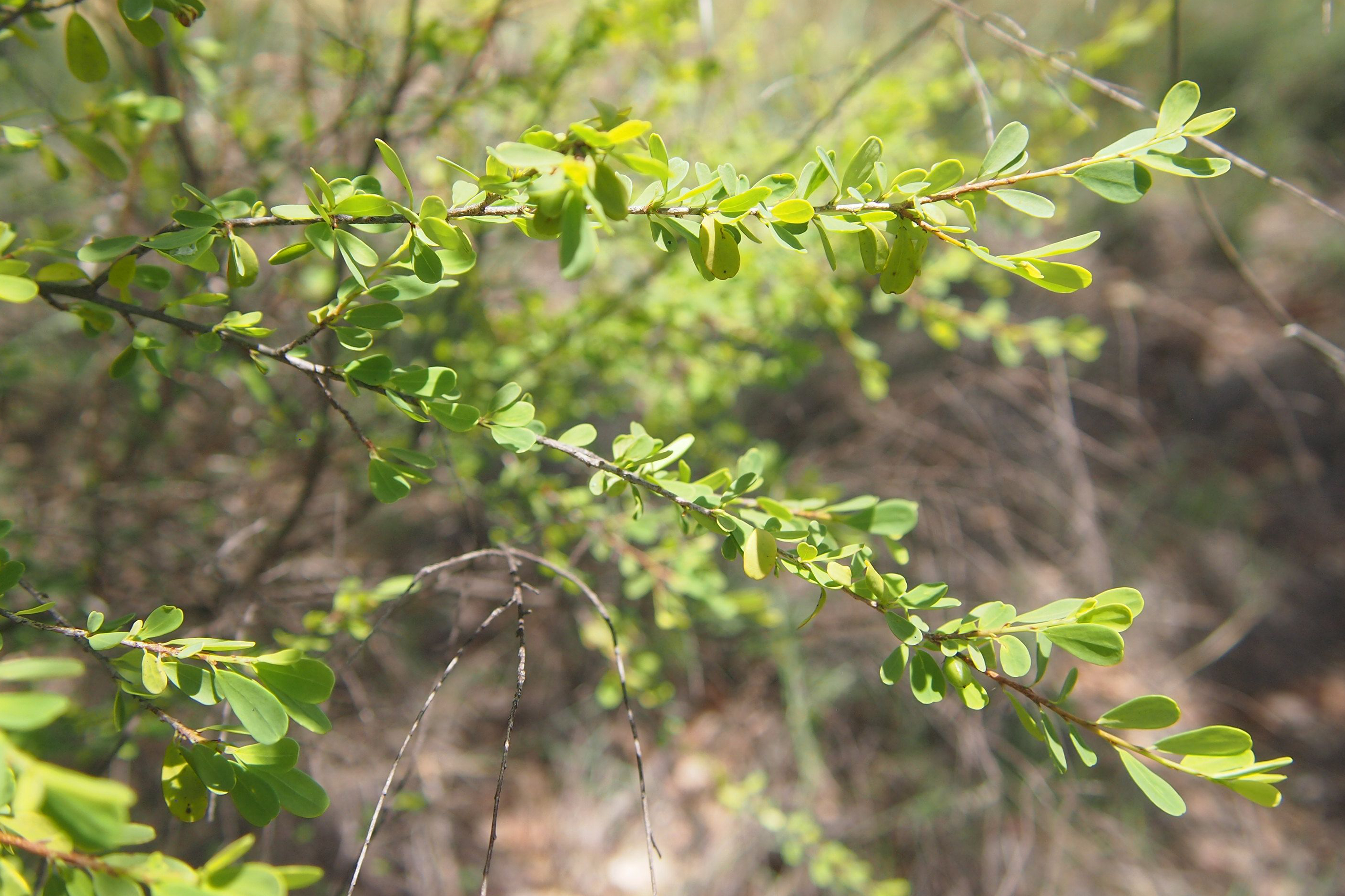
Erythroxylum australe foliage.

## Systématique
Le nom correct complet (avec auteur) de ce taxon est Erythroxylum australe F.Muell..